# Вудлей (кратер)
Вудлей (англ. Woodleigh так же переводят как Вудли) — метеоритный кратер в Западной Австралии, расположенный восточнее залива Шарк. Обнаружен группой из 4 учёных из Австралийского национального университета во главе с Артуром Дж. Мори в 2000 году.
Кратер не выходит на поверхность, поэтому его размеры до сих пор остаются неизвестными. Открыватели оценили его диаметр в 120 км, однако другие исследователи склоняются к меньшим размерам, в частности одной из работ приводится оценка в 60 км В ранних работах, падение метеорита, приведшее к образованию кратера датировалось промежутком времени между поздним триасом и поздней пермью. Сейчас общепринятой датировкой считается поздний девон (364 ± 8 миллионов лет). Этот период времени совпадает с Девонским вымиранием.